# Albanska socialistiska allianspartiet
Albanska socialistiska allianspartiet (på albanska Partia Aleanca Socialiste Shqiptare) är ett politiskt parti i Albanien. Partiledare är Rasim Mulgeci.[när?]
I parlamentsvalet 2005 fick partiet 0,5 procent av rösterna men inga mandat i Mall:Parlamentet.